# Stella Club d'Adjamé
Stella Club d'Adjamé is een voetbalclub uit Abidjan, Ivoorkust. De club komt uit in de Première Division.
De club ontstond in 1953 na een fusie tusesen Etoile d'Adjamé, Red Star en US Bella. In het seizoen 1958/59 werd de halve finale in de Beker van Frans-West-Afrika bereikt. In 2015 degradeerde de club uit de hoogste klasse. 

## Erelijst
- Landskampioen

in 1979, 1981, 1984
- Beker van Ivoorkust

winnaar in 1974, 1975, 2012
finalist in 1967, 1970, 1973, 1980, 1981, 2013
- Supercup

winnaar in 1977, 1984
finalist in 1981, 2003, 2004, 2012, 2013
- CAF Cup

winnaar in 1993
- UFOA Cup

winnaar in 1981
finalist in 1987

## Internationale deelnames
- CAF Champions League

in 1980 (2R), 1982 (2R), 1985 (1R)
- CAF Cup

in 1993 (1e)
- CAF Beker der Bekerwinnaars

in 1975 (F), 1976 (KF), 1977 (KF)